# Frente de rajada

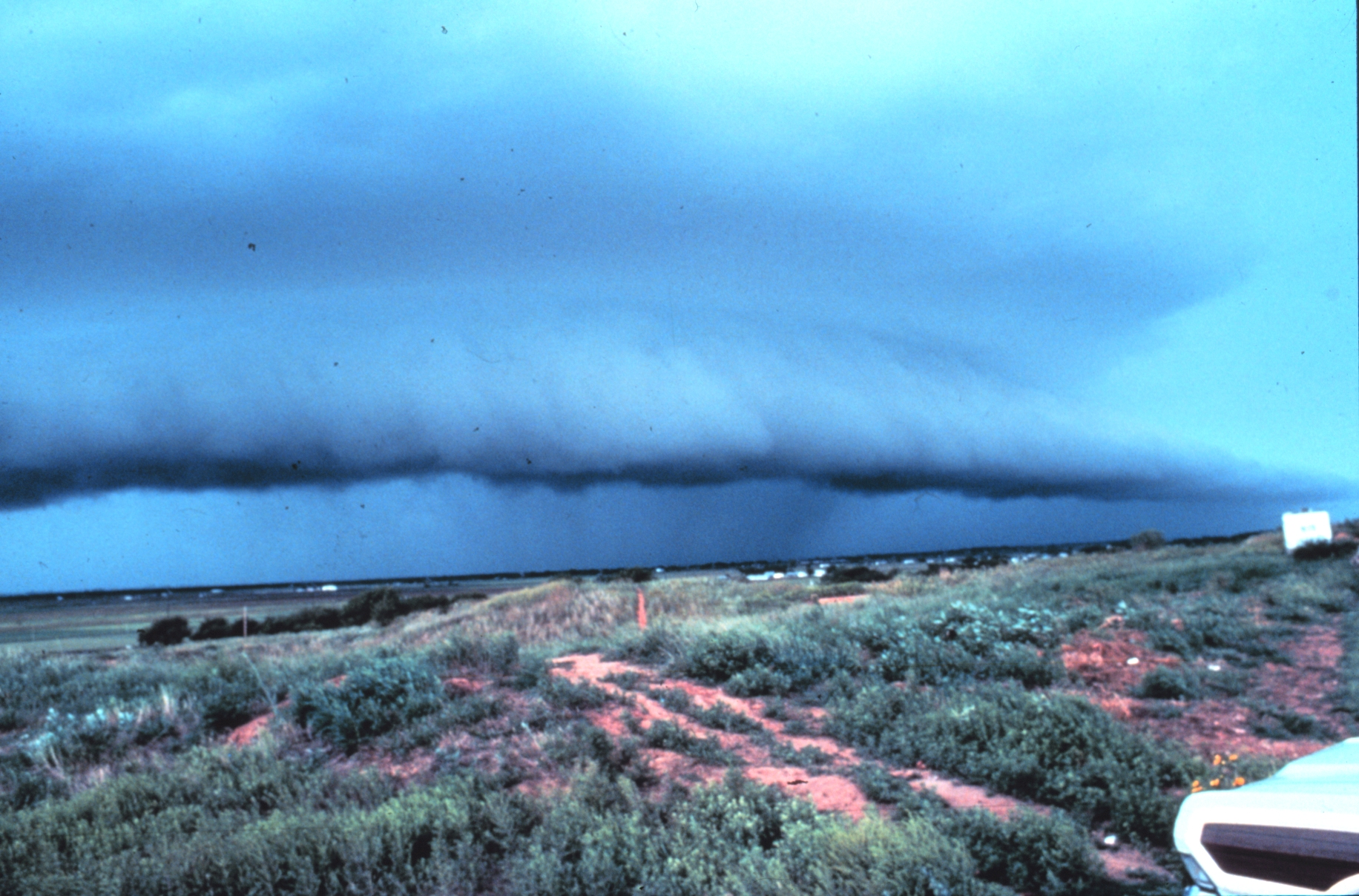
Frente de rajada se aproximando de Brookhaven, Novo México, Estados Unidos

Uma frente de rajada, também chamada menos popularmente de limite de saída, é um fenômeno meteorológico que ocorre na borda de uma nuvem de tempestade, indicando o limite entre o ar frio e descendente da nuvem (fluxo de saída) e o ar quente e ascendente do ambiente (fluxo de entrada). Frequentemente é provocada por fenômenos como downbursts ou downdrafts (correntes descendentes) intensos e possui efeitos similares a uma frente fria, com mudança no padrão dos ventos e uma subsequente queda na temperatura. Os ventos fortes que caracterizam esse fenômeno podem ultrapassar os 100 km/h e desencadear outros eventos meteorológicos, como tempestades de areia e até gustnados em alguns casos.
Nas imagens de radares meteorológicos, as frentes de rajada podem ser vistas como uma linha fina que se move à frente da tempestade. Do solo, o fenômeno é frequentemente indicado por nuvens de prateleira.